# JmaX
JmaX, né Yannick Sébastien  le 2 juin 1990 dans les Yvelines en Île-de-France, est un chanteur et auteur-compositeur-interprète de dancehall, de RnB et de zouk français.

## Biographie
JmaX est né dans les Yvelines d'une mère martiniquaise et d'un père guadeloupéen. Il vécut en Ile-de-France jusqu'à ses 3 ans, au moment où il revient avec sa mère et son frère aux Antilles en Martinique tandis que son père retourne en Guadeloupe. Neveu de Kolo Barst mais surtout satisfait de ses origines, il découvre l'univers du reggae-dancehall grâce à son grand frère DJ Pepsee. 
Mais c'est à partir de 16 ans qu'il se met à écrire ses premiers lyrics et fait des freestyles tous les week-end avec ses amis SlaX et Rochman d'où ils fondent le groupe Liberty Crew.
En 2016, il sort sa seconde mixtape, Reloaded.
En 2018, il sort le clip de son single Dépi sé Mizik. Il est invité par la chanteuse de zouk Nesly sur son tube Baby Doll. Après, il sort sa compile Pull Di Trigger, dans laquelle on trouve des sons comme Wine up, Passé en lè, Fi dem, Hustle et j'en passe.

## Discographie

### Mixtapes
- 2012 - Xplosion
- 2016 - Reloaded

### Singles
- 2013 - Fanatique Girl
- 2014 - 6H30 (feat. MrSM & JT)
- 2015 - Es Nou Pa Té Two Jenn
- 2015 - An Pa Tou Sèl
- 2016 - Kay la
- 2017 - Atirans
- 2018 - Wine up
- 2018 - Love
- 2019 - One Shot (feat. DJ Mimi)
- 2020 - Man a Gyalis
- 2021 - Doudou
- 2021 - Ganja
- 2023 - Spécialité
- 2024 - Two méfian

### Collaborations
- 2012 - Politik Nai feat. Elji, Toupi, Magic & JmaX - Mad Party
- 2016 - Stacy feat. JmaX - Laisse-moi t'aimer
- 2017 - Mel C feat. JmaX - Touch Me (Remix)
- 2017 - Foxy Myller feat. JmaX - Baladé
- 2017 - Keros-N feat. JmaX - Lou
- 2018 - Nesly feat. JmaX - Baby doll
- 2018 - Lorenz feat. JmaX - Luv Me
- 2018 - Ken Vybz feat. Kevni & JmaX - Nah fuck with dem
- 2019 - Yanii feat. JmaX - Dans la peau
- 2019 - Pon2Mik feat. JmaX - Dis moi oui
- 2021 - Dasha feat. JmaX - Laisse tomber
- 2022 - Chabsy feat. JmaX - Avec le temps
- 2022 - DJ Jackson feat. JmaX x Freneteek - Pitit an mwen
- 2023 - Shannon feat. JmaX - Pani Tan
- 2024 - Jim Rama feat. JmaX - Non non